# Wilhelm Szabo
Pour les articles homonymes, voir Szabo.
Wilhelm Szabo, né à Vienne (Autriche) le 30 août 1901 et mort dans cette ville le 14 juin 1986, est un poète et traducteur autrichien.

## Récompenses et distinctions
- 1954 : Prix Georg-Trakl
- 1962 : Prix de la ville de Vienne de littérature